# 예수 그리스도 후기성도 교회 일본 삿포로 성전

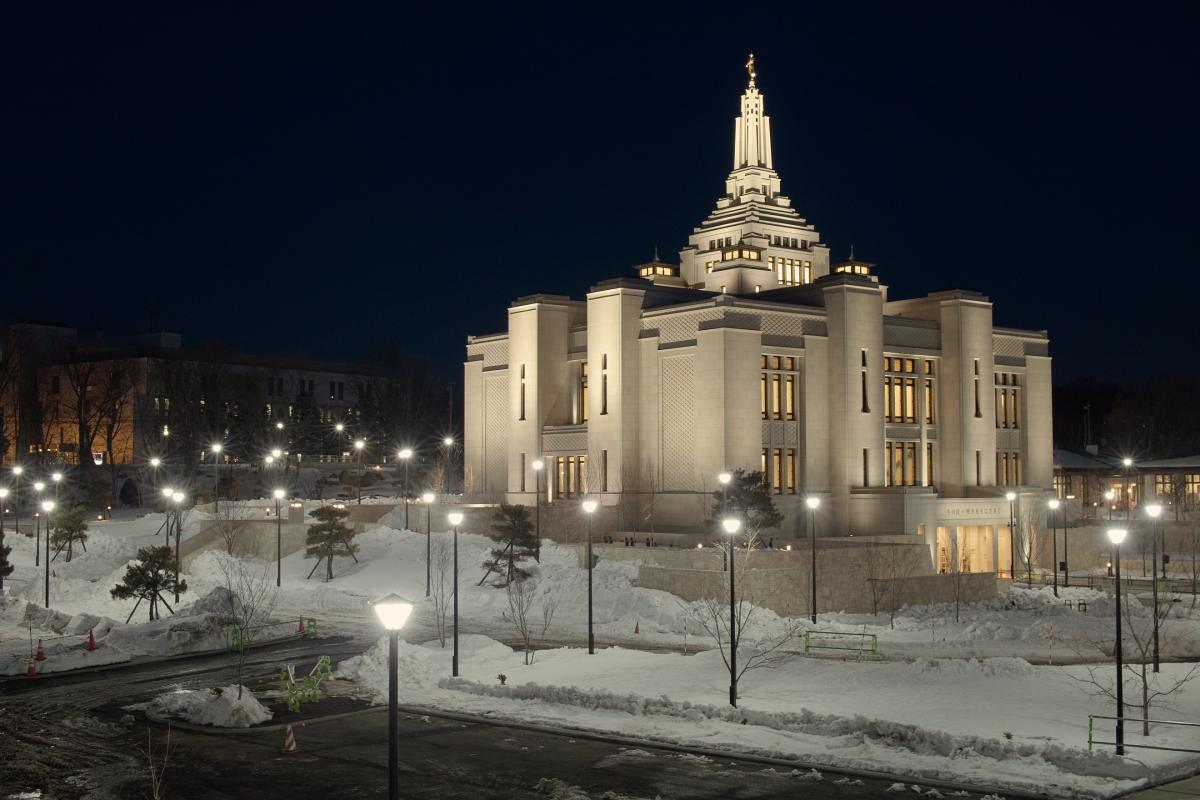
예수 그리스도 후기성도 교회 일본 삿포로 성전

예수 그리스도 후기성도 교회 일본 삿포로 성전(일본어: 末日聖徒イエス・キリスト教会日本札幌神殿)은 일본 홋카이도 삿포로시 아쓰베쓰구 오오야치니시 1-6-1에 있는 예수 그리스도 후기 성도 교회의 성전이다. 이 교회에서 지은 성전 중 21세기에 지어진 151번째 성전이다. 오오야치역 인근에 있다.

## 같이 보기
- 예수 그리스도 후기성도 교회